# Sonchus
- Commons
- Wikispecies

Sonchus conhecida como Cardo de Porca, é um género botânico pertencente à família Asteraceae.

## Classificação do gênero
| Sistema | Classificação                               | Referência | Obs                          |
| ------- | ------------------------------------------- | ---------- | ---------------------------- |
| Linné   | Classe Syngenesia, ordem Polygamia aequalis | [ 1 ]      | Antiga Classificação Lineana |